# Annette Frances Braun

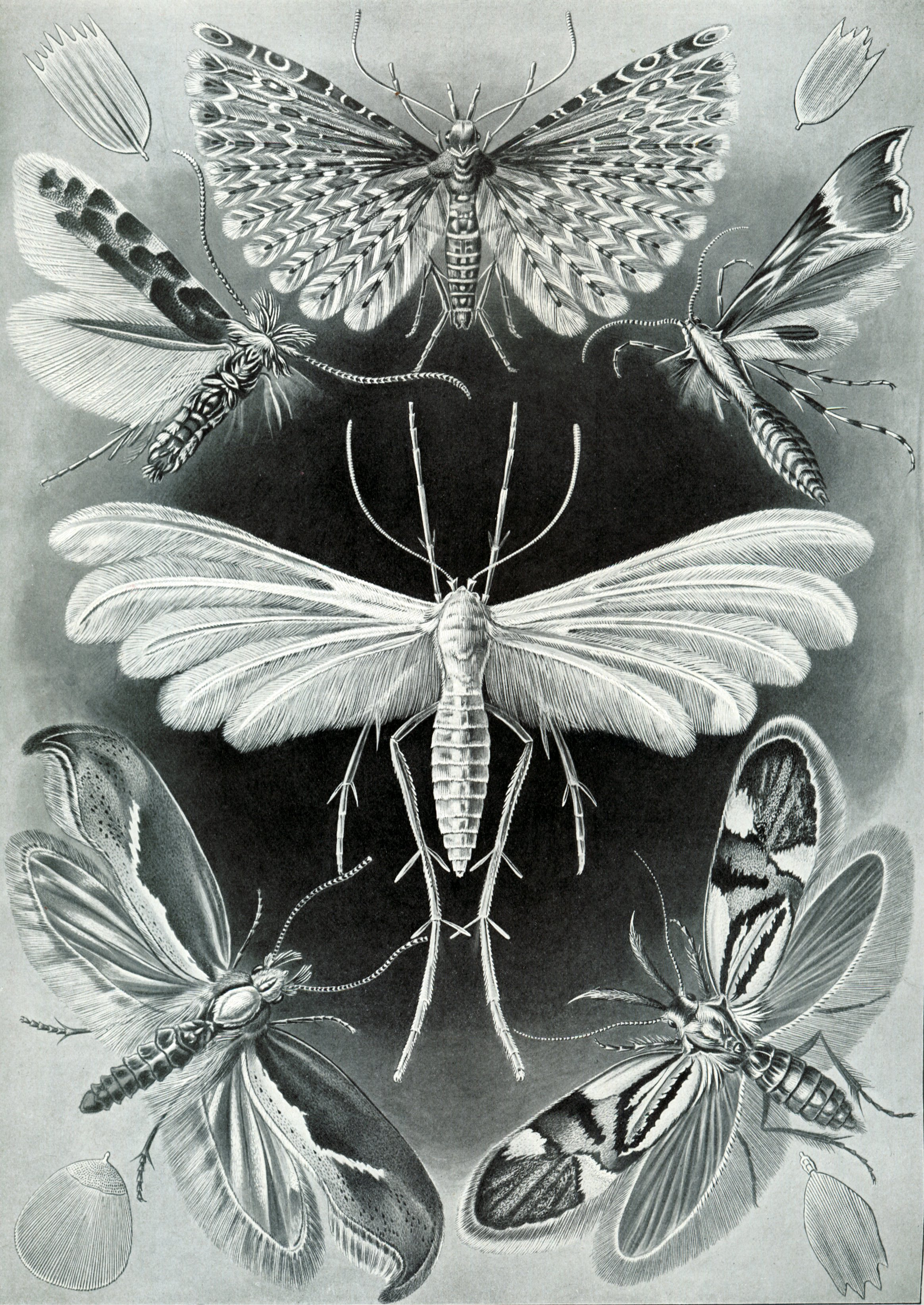
Algunos microlepidópteros típicos: una polilla alucitida con muchas plumas en la parte superior central; y una polilla de pluma pterofórida blanca en el centro.

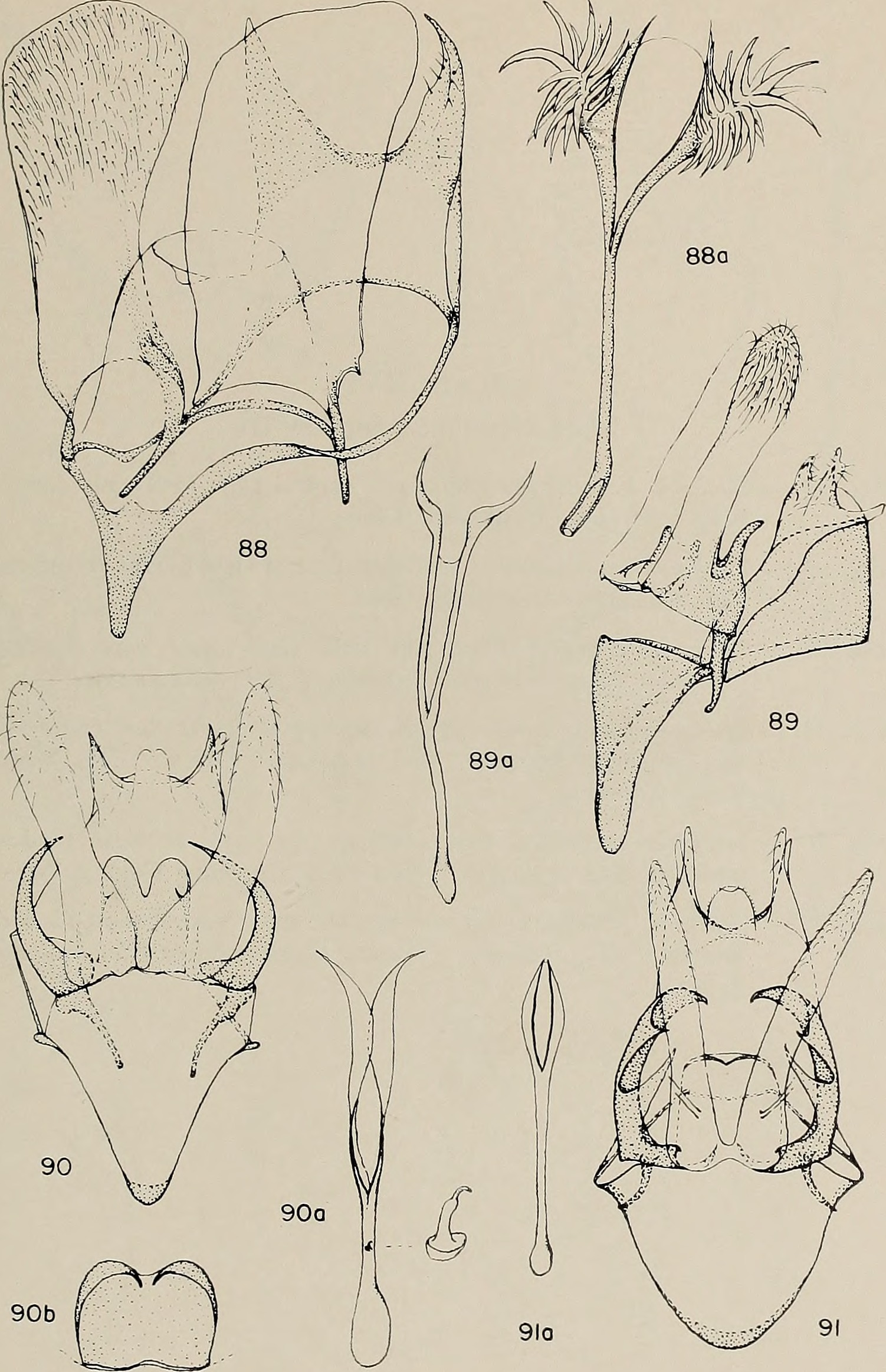
Detalles de los genitales de la polilla macho. Lámina 15 de una monografía de Annette Frances Braun sobre la familia de las polillas Tischeriidae.

Annette Frances Braun (Cincinnati, Ohio, 24 de agosto de 1884 - Cincinnati, 27 de noviembre de 1978) fue una entomóloga estadounidense y una autoridad destacada en microlepidópteros, un tipo de polilla.

## Primeros años y educación
Annette Frances Braun nació el 24 de agosto de 1884, en Cincinnati, Ohio, Estados Unidos. Hija de George F. y Emma Maria (Wright) Braun. Obtuvo su educación en la Universidad de Cincinnati, recibiendo su bachillerato en 1906, su maestría en 1908 y su doctorado en 1911, lo que la convirtió en la primera mujer en obtener un doctorado de la Universidad de Cincinnati; su hermana menor Emma Lucy Braun sería la segunda.

## Trayectoria
Braun comenzó su carrera como asistente de enseñanza de zoología en la Universidad de Cincinnati (1911-19) antes de dedicarse a la investigación privada. Desarrolló experiencia en las polillas de los bosques del este de América del Norte, convirtiéndose en una autoridad internacional que ha sido descrita como una de los lepidópteros «más destacadas del siglo XX». Describió y nombró a más de 340 especies en su vida y publicó cuatro monografías notables y docenas de artículos sobre polillas. Siendo una artista hábil con pluma y tinta, a menudo ilustraba su trabajo con dibujos anatómicos detallados hechos de sus propias observaciones de campo y estudios de microscopio.
Braun vivía en Mount Washington, un suburbio de Cincinnati, Ohio, con su hermana Emma, que fue una botánica notable. Parte de su jardín se utilizaba como laboratorio entomológico y botánico al aire libre, y las hermanas a menudo también hacían excursiones juntas. A partir de la década de 1910, condujeron por cientos de millas a través de los bosques del este de América del Norte, especialmente Ohio, Kentucky y Tennessee, en busca de especímenes de plantas y polillas. También fueron dedicadas conservacionistas, y Braun es recordada por sus esfuerzos por preservar áreas naturales en el condado de Adams, Ohio.
Se desempeñó como vicepresidenta de la Sociedad Entomológica de Estados Unidos en 1926. También fue fideicomisaria del Museo de Historia Natural de Cincinnati.
Braun continuó trabajando y publicando hasta sus ochenta años. Murió el 27 de noviembre de 1978, a la edad de 94 años.

## Legado
Entre las especies nombradas en honor a Braun se incluyen a Argyresthia annettella y Glyphipterix brauni.
«Annette's Rock» es un sitio emblemático que lleva el nombre de Braun en la reserva natural Lynx Prairie en Ohio.
Los documentos de Braun se encuentran en la Biblioteca y Archivos de Historia de Cincinnati, que forma parte del Centro de Museos de Cincinnati. Además, el Instituto Smithsoniano posee un archivo que incluye unas 5000 diapositivas de Braun, mientras que la Academia de Ciencias Naturales de Filadelfia alberga su colección de 30 000 especímenes de polillas.

## Publicaciones destacadas

### Monografías
- Evolution of the Color Pattern in the Microlepidopterous Genus Lithocolletis, 1914[10]
- Elachistidae of North America (Microlepidoptera), 1948[11]
- Tischeriidae of America North of Mexico, 1972
- The Genus Bucculatrix in America North of Mexico (Microlepidoptera), 1963

### Otros escritos
- Revision of the North American species of the genus Lithocolletis Hübner, 1908[12]
- The Frenulum and Its Retinaculum in the Lepidoptera, 1924